# Xanthopimpla philippinensis
Xanthopimpla philippinensis är en stekelart som beskrevs av Per Abraham Roman 1913. Xanthopimpla philippinensis ingår i släktet Xanthopimpla och familjen brokparasitsteklar. Inga underarter finns listade i Catalogue of Life.